# Championnat du Malawi de football 2006
Navigation
Saison précédente Saison suivante
La saison 2006 du Championnat du Malawi de football est la vingt-et-unième édition de la Super League, le championnat de première division malawite. Elle se déroule sous la forme d’une poule unique avec quinze formations, qui s’affrontent à deux reprises. En fin de saison, les trois derniers du classement sont relégués et remplacés par les trois meilleurs clubs de D2.
C'est le club de MTL Wanderers qui met fin au règne du septuple tenant du titre, Big Bullets. Il remporte le championnat cette saison après avoir terminé en tête du classement final, avec deux points d'avance sur Silver Strikers et sept sur Big Bullets. C'est le cinquième titre de champion du Malawi de l'histoire du club.

## Les clubs participants
- Big Bullets
- Moyale Barracks FC
- CIVO United
- Silver Strikers
- Red Lions Zomba
- ADMARC Tigers
- MTL Wanderers
- Blue Eagles FC
- Sammy’s United
- Dwanga United
- Super ESCOM
- Cobbe Barracks FC
- Mzuzu Central Hospital Stars - Promu de D2
- Eagle Beaks FC - Promu de D2
- Nchalo United - Promu de D2

## Compétition

### Classement
| Rang | Équipe                        | Pts | J  | G  | N  | P  | Bp | Bc | Diff |
| ---- | ----------------------------- | --- | -- | -- | -- | -- | -- | -- | ---- |
| 1    | MTL Wanderers                 | 62  | 28 | 19 | 5  | 4  | 52 | 17 | +35  |
| 2    | Silver Strikers               | 60  | 28 | 18 | 6  | 4  | 43 | 19 | +24  |
| 3    | Big BulletsT                  | 55  | 28 | 15 | 10 | 3  | 26 | 13 | +13  |
| 4    | Super ESCOM                   | 50  | 28 | 13 | 11 | 4  | 38 | 14 | +24  |
| 5    | ADMARC Tigers                 | 45  | 28 | 13 | 6  | 9  | 39 | 32 | +7   |
| 6    | Blue Eagles FC                | 43  | 28 | 12 | 7  | 9  | 27 | 22 | +5   |
| 7    | Red Lions Zomba               | 39  | 28 | 10 | 9  | 9  | 31 | 26 | +5   |
| 8    | CIVO United                   | 31  | 28 | 6  | 13 | 9  | 21 | 25 | -4   |
| 9    | Eagle Beaks FCP               | 30  | 28 | 9  | 3  | 16 | 31 | 44 | -13  |
| 10   | Moyale Barracks FC            | 27  | 28 | 5  | 12 | 11 | 17 | 26 | -9   |
| 11   | Dwanga United                 | 27  | 28 | 6  | 9  | 13 | 25 | 38 | -13  |
| 12   | Nchalo UnitedP                | 27  | 28 | 7  | 6  | 15 | 30 | 44 | -14  |
| 13   | Mzuzu Central Hospital StarsP | 27  | 28 | 7  | 6  | 15 | 21 | 40 | -19  |
| 14   | Sammy’s United                | 26  | 28 | 6  | 8  | 14 | 24 | 45 | -21  |
| 15   | Cobbe Barracks FC             | 23  | 28 | 6  | 5  | 17 | 32 | 53 | -21  |

|  | Champion du Malawi 2006                                  |
|  | Qualification pour la Ligue des champions de la CAF 2007 |
|  | Relégation directe en deuxième division                  |
|  | T : Tenant du titre P : Promu de deuxième division       |

## Bilan de la saison
| Championnat du Malawi de football 2006 |                              |
| Champion                               | MTL Wanderers (5e titre)     |
| Coupes et trophées                     |                              |
| Vainqueur de la Coupe du Malawi 2006   | Non disputée                 |
| Qualifications continentales           |                              |
| Ligue des champions de la CAF 2007     | Super ESCOM                  |
| Coupe de la confédération 2007         | Aucun                        |
| Promotions et relégations              |                              |
| Promus en Super League                 | Apollo United FC             |
| Promus en Super League                 | Michiru Castles              |
| Promus en Super League                 | Eagle Strikers               |
| Relégués en National League            | Mzuzu Central Hospital Stars |
| Relégués en National League            | Sammy's United               |
| Relégués en National League            | Cobbe Barracks FC            |